# 존 미첨
존 미첨(John Mitchum, 1919년 9월 6일 ~ 2001년 11월 29일)은 미국의 배우이자 필름 누아르의 아이콘 로버트 미첨의 남동생이다.
브리지포트에서 태어났으며 로스앤젤레스에서 사망하였다. 사인은 뇌졸중이다.

## 출연 작품
- 벤크스톤가의 아이들 (1990년)
- 텔레폰 (1977년)
- 더티 해리 3 - 집행자 (1976년)
- 무법자 조시 웰즈 (1976년)
- 세비지 (1973년)
- 평원의 무법자 (1973년)
- 더티 해리 2 - 이것이 법이다 (1973년)
- 더티 해리 (1971년) - 프랭크 디지오지오 역
- 빅풋 (1970년)
- 페인트 유어 웨건 (1969년)
- 반도레로 (1968년)
- 서부로 가는 길 (1967년)
- 브레인스톰 (1965년)
- 추격 (1959년)
- 서부의 파라딘 (1957년)
- 러스티 맨 (1952년)
- 날으는 해병대 (1951년)

### 텔레비전
- 딜론 보안관 (1955-64)
- 페리 메이슨 (1958-63)
- 보난자 (1961-71)
- 배트맨 (1966-67)
- 아이언사이드 (1968-71)